# Elyptron catalai
Elyptron catalai är en fjärilsart som beskrevs av Pierre E.L. Viette 1963. Elyptron catalai ingår i släktet Elyptron och familjen nattflyn. Inga underarter finns listade i Catalogue of Life.